# Småsporigt florskinn
Småsporigt florskinn (Botryobasidium laeve) är en svampart som först beskrevs av J. Erikss., och fick sitt nu gällande namn av Erast Parmasto 1965. Småsporigt florskinn ingår i släktet Botryobasidium och familjen Botryobasidiaceae.  Arten är reproducerande i Sverige. Inga underarter finns listade i Catalogue of Life.

## Bildgalleri

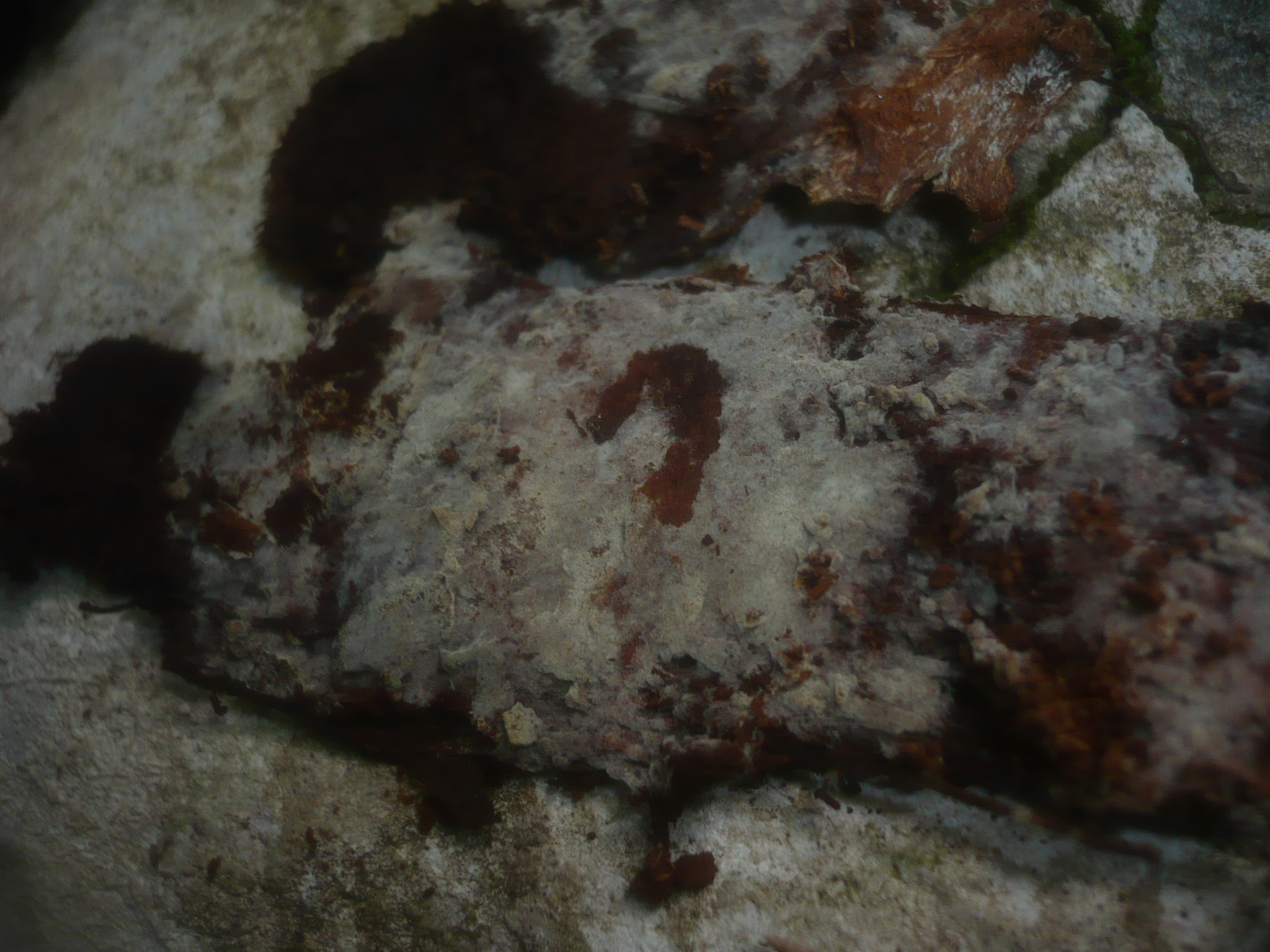